# Isusova braća
Izraz Isusova braća spominje se na nekoliko mjesta u Novome zavjetu za osobe koje su u krvnom srodstvu s Isusom. Grčka riječ koja opisuje ove osobe u Novom zavjetu je adelphoi (jednina adelphos), koja može označavati braću, ali i bliže i dalje rođake. Dok se u grčkom riječi „brat” i „bratić” (anepsios) jasno razlikuju, u hebrejskom i aramejskom braću i rođake nazivalo se istim terminom, što je vidljivo i na više mjesta u Starome zavjetu (Post 13,8 i 14,14-16; Lev 10,4; 1 Ljet 15,5-10 i 23,21-22). Većina kršćana vjeruje u Marijino djevičanstvo i smatraju ove srodnike rođacima.
Najpoznatiji među tim osobama je jeruzalemski biskup Jakov Pravedni.

## Novi zavjet
U Evanđeljima se kao Isusovi srodnici navode Jakov, Josip, Juda, Šimun, Lazar, Marija i Marta.
„Nije li ovo drvodjelja, sin Marijin, i brat Jakovljev, i Josipov, i Judin, i Šimunov? I nisu li mu sestre ovdje među nama?” (Mk 6, 3)
„Nije li mu majka Marija, a braća Jakov, i Josip, i Šimun, i Juda? I sestre mu nisu li sve među nama?” (Mt 13, 55-56)
U Poslanici Galaćanima, Jakov je nazvan „bratom Gospodinovim”, dok se u Prvoj poslanici Korinćanima spominju „braća Gospodinova”.
U evanđeoskim izvještajima o bijegu sv. Obitelji u Egipat, traženju Isusa u Jeruzalemu i pronalasku u Hramu, svadbi u Kani Galilejskoj i Isusovu razgovoru s Marijom i Ivanom tijekom razapeća nema spomena navodne Isusove braće, iako su Marija (u sva četiri) i Josip (u prva dva) sudionici i svjedoci tih događaja.

## Tumačenja
U trećem stoljeću, Isusovi rođaci su bili prozvani desposyni, što dolazi od grčke riječi δεσπόσυνοι, koja je množina riječi δεσπόσυνος – „onaj koji pripada Gospodinu”. Prema Helvidiju, čije je tvrdnje Katolička Crkva proglasila krivovjernima, Isusova braća i sestre su djeca Marije i njezina muža Josipa, rođena nakon Isusa. Teolog Jeronim smatrao je da su Isusova braća zapravo Isusovi bratići.
Do trećeg stoljeća, vjerovanje u trajno djevičanstvo Djevice Marije postalo je širom rasprostranjeno te su o tome pisali teolozi Hipolit Rimski i Euzebije Cezarejski, koji je smatrao da su Isusova braća djeca Isusovog očuha Josipa i njegove prve supruge; Josip je oženio Mariju nakon smrti svoje prve supruge, koja mu je rodila četvoricu sinova i dvije kćeri – Salomu i Anu. Origen – koji je proglašen heretikom – također je smatrao da je Josip imao djecu s prvom ženom. Prema apokrifu Povijest Josipa drvodjelje, Josipove kćeri su bile Asija i Lidija, dok Jakovljevo protoevanđelje, koje spominje imena Marijinih roditelja, također spominje da je Josip bio udovac s djecom onda kada je oženio Mariju.
Rani protestantski propovjednici (Martin Luther, Jean Calvin) također su vjerovali da je Marija ostala djevica cijeloga života.